# Saccodon terminalis
Saccodon terminalis es una especie de peces de la familia Parodontidae en el orden de los Characiformes.

## Morfología
Los machos pueden llegar alcanzar los 4 cm de longitud total.

## Hábitat
Es un pez de agua dulce y de clima tropical.

## Distribución geográfica
Se encuentran en Sudamérica:  cuenca del río Daule (el Ecuador ).